# Icelus gilberti
Icelus gilberti és una espècie de peix pertanyent a la família dels còtids.

## Descripció
- Fa 11 cm de llargària màxima.[4][5]

## Hàbitat
És un peix marí, demersal i de clima temperat que viu entre 56-200 m de fondària.

## Distribució geogràfica
Es troba al Pacífic nord-occidental: el nord de Hokkaido (el Japó) i del mar del Japó.

## Observacions
És inofensiu per als humans.